# Общий корпус
Общий корпус (ивр. החיל הכללי‎) — штабной корпус в Армии обороны Израиля, объединяющий всех военнослужащих, не принадлежащих ни к одному из других корпусов.
Корпус возглавляет начальник Штабной бригады Управления кадров Генерального штаба Армии обороны Израиля. Нынешний командир корпуса — с 19 июля 2020 года бригадный генерал Йоси Мацлиах.

## Структура корпуса
Подразделения, принадлежащие Общему корпусу:
- Экономический отдел
- Отдел поведенческих наук
- Оперативное управление Гештаба
  - Пресс-секретарь АОИ
- Управление планирования и общевойскового строительства сил
- Управление стратегии и третьего круга
- Подразделения вне системы сил — подразделения, солдаты которых служат в невоенных условиях: министерство обороны, канцелярия премьер-министра и полиция Израиля[1]
  - Координатор правительственных операций на территориях
  - Комиссия по заявлениям военнослужащих[ивр.]

Также существуют военные профессии, связанные с общим корпусом, такие как координатор запросов, клерки и разнорабочие, без какой-либо связи с подразделением, в котором солдат служит. С другой стороны, солдаты, подразделения которых принадлежат ВВС или ВМФ, будут назначены в соответствии с их подразделением, независимо от их военной профессии.
Части, военнослужащие которых входят в состав корпуса, оперативно не подчиняются командиру корпуса.
Солдаты, принадлежащие к Общему корпусу, могут пройти курс офицеров на обычном курсе, который включает подготовку к курсу в Бахад 1 и боевое дополнение (таким образом, весь процесс обучения на офицера длится около пяти месяцев).